# Hovatoma laevis
Hovatoma laevis là một loài bọ cánh cứng trong họ Cerambycidae.